# Severance: Blade of Darkness
Pour les articles homonymes, voir Severance.
Severance: Blade of Darkness est un jeu d'action 3D à la troisième personne initialement paru en 2001, développé par Rebel Act Studios et distribué par Codemasters. Le titre original du jeu était "Blade: the Edge of Darkness", mais un programme télévisé américain l'utilisait déjà. 
Le titre a donc été modifié pour devenir "Blade of Darkness".
C'est avec ce titre que le jeu a été distribué dans le monde. Cependant dans le jeu, aucune épée ne se nomme ainsi.
Severance: Blade of Darkness fait partie des jeux du style heroic-fantasy reconnaissable grâce aux épées, la sorcellerie et l'histoire.
En avançant dans le jeu et au fur et à mesure que vous tuez des ennemis, une barre d'expérience se remplit.
Une fois remplie, vous progressez d'un niveau, ce qui vous donne accès à de nouvelles attaques spéciales et de nouvelles capacités, qui peuvent être exécutées via une combinaison de touches.
Certaines de ces attaques spéciales sont spécifiques à certaines armes et peuvent infliger d'énormes quantités de dommages ou toucher plusieurs ennemis à la fois.
4 personnages sont jouables : Tukaram le barbare ; Naglfar le nain ; Sargon le chevalier et Zoe l'amazone.
Chaque personnage débute sur une map différente, et possède des caractéristiques et des préférences d'armes qui lui sont propres.
Tukaram fera plus de dégâts avec les armes à 2 mains comme les épées ou haches, tandis que Naglfar préfère les haches et marteaux à 1 main. 
Sargon sera plus fort avec des épées et des masses à 1 main et pour Zoe le choix se porte sur les harpons, tridents, long bâton, hallebarde, soit, les armes d'hast.

## Histoire du complot
Le Seigneur a créé le Chaos qu'il a divisé en deux parties, d'un côté la Lumière de l'autre les Ténèbres. Il donne ensuite la vie à l'Esprit de la Lumière et au Prince des Ténèbres. Mais le Prince désire en secret prendre la place de son Père. Il apprend donc le langage de la Création et essaye de créer un nouvel être. Mais le nouveau-né ne voulant pas se soumettre au contrôle du Prince des Ténèbres, prend une part de son essence pour créer monstres et démons. Le Prince des Ténèbres tente de l'arrêter et d'engager une grande bataille. L'être s'affaiblit et fini vaincu, mais après cette bataille son père épuisé s'est retiré dans les profondeurs de l'Univers.
Les jeunes dieux, fiers de leur victoire, ont complété la Création de leur père, en donnant la forme au Soleil, à la Lune et la Terre.

## Critiques
(janvier 2009).
Si vous disposez d'ouvrages ou d'articles de référence ou si vous connaissez des sites web de qualité traitant du thème abordé ici, merci de compléter l'article en donnant les références utiles à sa vérifiabilité et en les liant à la section « Notes et références ».
Le jeu a bien été reçu par les critiques grâce à ses excellents graphismes, en particulier pour ses effets de lumières et l'affichage des ombres en temps réel. L'animation des personnages s'effectue en capture de mouvement. 
Les textures sont très belles, même si le jeu n'utilise pas des textures de grande taille (les textures font environ 256x256, alors que les autres jeux des années 2000 - 2001 utilisent déjà des textures de 1024x1024 avec compression.)
La bande son du jeu ne contient que des samples libres d'utilisation, qui ont été aussi utilisés dans beaucoup d'annonces publicitaires, feuilletons dramatiques et autres médias.   
Un ordinateur puissant est tout de même requis pour profiter pleinement du jeu et de l'ambiance.
Le minimal requis est un Pentium 2 400 MHZ et 64 Mo de RAM et un chipset graphique Intel i740.
Pourtant, le jeu n'a pas beaucoup attiré l'attention lors de sa sortie, surtout à cause d'un mauvais marketing.
D'autres raisons sont évoquées pour expliquer les ventes relativement basses comme la publication précoce (ni le code ni le storyline n'avaient été terminés) et le manque de niveaux de difficulté - le jeu par défaut était trop difficile pour beaucoup de joueurs.
Néanmoins, le jeu possède quand même une grande communauté de fans qui existe encore aujourd'hui.

## Modifications possibles
Sur le site de Jeuxvideo.com, il est possible de télécharger légalement un éditeur de niveau, ce qui permet de créer ses propres maps et ses propres mods.